# Parasquilla similis
Parasquilla similis is een bidsprinkhaankreeftensoort uit de familie van de Parasquillidae. De wetenschappelijke naam van de soort is voor het eerst geldig gepubliceerd in 1970 door Manning.